# YaST
Yet Another Setup Tool (YaST) – instalator systemu operacyjnego i narzędzie konfiguracyjne stosowane głównie w SUSE. Jest to również część United Linux. YaST działał tylko w trybie tekstowym, YaST2 działa w środowisku graficznym (używając bibliotek(i) Qt lub GTK) i środowisku tekstowym.
Program umożliwia m.in. instalację oprogramowania, konfigurację sprzętu, zainstalowanie sieci i serwera.
YaST jest wolnym oprogramowaniem. Obecnie firma Novell rozwija YaST na licencji GPL.